# Liknelsen om den förlorade sonen

"Den förlorade sonens återkomst", målning av Rembrandt (1669).

Liknelsen om den förlorade sonen är en av Jesu liknelser i Nya testamentet. Den återfinns i Lukasevangeliet 15:11–32. Den förlorade sonen återvänder hem efter att ha förlorat allt han ägde, och termen förlorad son har kommit att syfta på en son eller någon annan som inte kan leva upp till sina föräldrars förväntningar. Liknelsen har många bottnar:
- en man hade två söner... - är ett återkommande uttryck i Bibeln och anspelar på bland annat Abraham och hans två söner Ismael och Isak men även på relationen mellan judar och kristna.
- den äldste sonens självgodhet när den yngre brodern blir välkomnad hem av fadern.
- den yngre sonens otålighet att ta ut sitt arv i förskott och förslösa det.
- faderns ovillkorliga kärlek till båda sönerna oavsett vad de gjort eller inte gjort.
- båda sönernas oförmåga att uppskatta det som de har hemma, den äldste som inte bett om ens en killing och den yngste som bett om allt och fått det.
- återupprättelsen genom tron på faderns nåd och insikten om de egna bristerna.

Den förlorade sonen är en bild av de människor som har syndat men ångrar sig och vänder tillbaka till Gud. Hans brors inställning motsvarar de religiösa ledare som såg ner på dessa människor och ansåg sig mycket bättre än dem.